# هجوم حمص (نوفمبر–ديسمبر 2015)
هجوم حمص شنته قوات الحكومة السورية خلال الحرب الأهلية السورية في نوفمبر 2015. وكان الهدف من العملية هو إعادة الاستيلاء على الأراضي التي فقدت إلى داعش، في الجزء الشرقي من محافظة حمص، خلال خريف تلك السنة.

## الهجوم
في 5 نوفمبر، شنت القوات الحكومية السورية الهجوم من نقطة تفتيش مهين-صدد واستعادت قمم تل الثني، وتل الحزم، وتلال الوسطاني، بعد اشتباكات مع داعش. وبعد ذلك بيومين، شنوا هجومًا على المنحدرات الشرقية لجبل الهيال، واستولوا على عدة نقاط وتقدموا إلى الشرق نحو مدينة تدمر القديمة.
وفي 14 نوفمبر، استولت القوات الحكومية السورية على قمة تل الحزم الثالث. بالإضافة إلى ذلك، استولوا بعد ذلك بيومين علي تلة السيريتل، وجبل مزار، والبيارات، ومحاجر تدمر القديمة، والكسارات، ومنطقة الدوة خارج مدينة تدمر بعد سلسلة من المعارك المكثفة مع داعش.
وفي 17 نوفمبر، استولت القوات الحكومية السورية على جبال الحزم على طول طريق صدد-مهين وقرية الحدث الصغيرة إلى الشمال من بلدة مهين الخاضعة لداعش. وبعد أربعة أيام، استولوا على قرية حوارين والتلة الإستراتيجية تل ضاهر. وفي وقت لاحق، استولت القوات العسكرية على قاعدة التخزين الكبيرة للجيش بالقرب من مهين. وفي اليوم التالي، استولت القوات الحكومية على جبال مهين وأجزاء من مهين، التي تم تأمينها بالكامل بحلول 23 نوفمبر، حيث تقهقرت داعش إلى بلدة القريتين. وفي اليوم نفسه، سيطر الجيش أيضًا على مزارع القادري وجبال حيان، وتمركز على مسافة 4 كيلومترات تقريبًا من بوابات تدمر الغربية، وعلي بعد كيلومترين من الفيلا القطرية بالقرب من طريق حمص-دير الزور.
وفي 25 نوفمبر، تقدمت القوات الحكومية السورية بالقرب من القريتين وسيطرت على تلال الدكان، أم كدوم، المصايد في المناطق المحيطة بالبلدة.
وفي 28 نوفمبر، تقدمت القوات الحكومية السورية، بدعم من القوات الجوية الروسية، واستولت على القريتين الصغيرتين منطار الرميلة وثنية، على بعد بضعة كيلومترات فقط من القريتين، على طول طريق مهين-القريتين.
وفي 7 ديسمبر، فرضت القوات الحكومية السورية سيطرتها الكاملة على طريق تدمر-حمص السريع الإستراتيجي، بعد أن استولت على قريتي البيارات ومرحطان في الريف الغربي لمدينة تدمر القديمة.
وفي 10 ديسمبر، استعادت داعش بلدتي مهين وحوارين، وتلين، بعد أن شنت هجومًا مضادًا. وفي وقت لاحق، شنت القوات الحكومية هجومًا مضادًا وأفيد أنها استعادت جزئيًا بلدة حوارين. وبعد خمسة أيام، استعادت داعش السيطرة على الحدث.
وفي 19 ديسمبر، اقتربت القوات الحكومية السورية من قلعة تدمر، بعد معركة عنيفة مع داعش. هذا التقدم الأخير وضعهم على بعد 400 متر من القلعة، واقل من 2 كيلومتر من بوابات المدينة. وفي اليوم نفسه، استعادت القوات الحكومية السورية المخفر الخامس للمهين، بعد معركة ضارية مع داعش.
وفي 20 ديسمبر، استعادت القوات الحكومية السورية نقطة تفتيش مهين-صدد بعد تراجعات داعش باتجاه مهين.
وفي 23 ديسمبر، استعادت القوات الحكومية السورية قرية الحدث. وفي وقت لاحق، فرضت القوات الحكومية سيطرتها الكاملة على جبل الحزم، وجبل مهين الكبير، والكازية، بعد معركة ضارية مع داعش بالقرب من بلدة مهين الإستراتيجية.
وفي 27 ديسمبر، استعادت القوات الحكومية السورية بلدة حوارين.
وفي 29 ديسمبر، فرضت القوات الحكومية السورية سيطرتها الكاملة على مخازن مهين وجبل مهين، الذي يطل على مهين. وفي وقت لاحق من ذلك اليوم استعاد الجيش السوري بلدة مهين.